# Marijana Brecelj
Marijana Brecelj, slovenska gledališka in filmska igralka, * 8. junij 1946, Ljubljana.
Je slovenska igralka, hči igralke Ančke Levar in politika Marijana Breclja. Diplomirala je iz dramske igre na ljubljanski Akademiji za gledališče, radio, film in televizijo in bila nato do upokojitve članica ansambla Slovenskega narodnega gledališča Drama Ljubljana. Ustvarja tudi za radio, film in televizijo. Je prejemnica številnih stanovskih nagrad.

## Mladost
Rodila se je igralki Ančki Levarjevi in politiku Marijanu Breclju. Ima tri brate, med njimi kirurga  Janeza Breclja.  Z družino je šest let, od svojega 11. do 18. leta, živela v Beogradu, kjer je obiskovala del osnovne šole in nato II. beograjsko gimnazijo. Nato so se preselili v Ljubljano, maturirala je na II. gimnaziji v Ljubljani (danes Gimnazija Jožeta Plečnika). Leta 1979 je v razredu Vide Juvan diplomirala na Akademiji za gledališče, radio, film in televizijo v Ljubljani.

## Igralska kariera
Leta 1971 je postala članica ansambla Slovenskega narodnega gledališča Drama Ljubljana in že naslednje leto odigrala eno svojih največjih vlog - Julijo v tragediji Romeo in Julija. Že v času študija in kasneje je sodelovala tudi z drugimi gledališči, mdr. s Prešernovim gledališčem Kranj, Gledališčem Tone Čufar Jesenice, Gledališčem Glej in Špas teatrom. Članica ljubljanske Drame je ostala do upokojitve leta 2010. Kot gledališka igralka deluje tudi v pokoju, med drugim je igrala Smrt v predstavi Te igre bo konec, ki je bila zadnja predstava v Mali Drami pred začetkom obnove gledališke stavbe.
Marijana Brecelj je nastopila tudi v več filmih, denimo v Pod njenim oknom, Delo osvobaja in Lahko noč, gospodična. Številne so tudi vloge v nadaljevankah, denimo v Čokoladne sanje, Moji, tvoji, najini in Reka ljubezni.
Leta 2000 je prejela zlato paličico, 2003 nagrado vesna za najboljšo igralko leta. Leta 2024 je prejela nagrado bert za življenjsko delo na področju filmske igre. Leta 2009 je prejela tudi nagrado domače Občine Cerknica.

## Zasebno
Med letoma 1974 in 1994 je bila poročena z oblikovalcem Matjažem Vipotnikom, s katerim ima  dve hčeri. Že dlje časa živi v Grahovem na Notranjskem, v hiši svoje matere.

## Filmografija
- Najini mostovi (2020–2022, televizijska serija)
- Reka ljubezni (2017–2019, televizijska serija)
- Ribolov (2016, kratki igrani film)
- Nisi pozabil (2016, kratki igrani film)
- Ljubezen na strehi sveta (2015, kratki igrani film)
- Moji, tvoji, najini (2011–2012, TV serija)
- Lahko noč, gospodična (2011, celovečerni igrani film)
- Piran - Pirano (2010, celovečerni igrani film)
- Nebo nad blokom (2008, kratki igrani film)
- Embrio (2007, kratki igrani film)
- Moj sin, seksualni manijak (2006, kratki igrani film)
- Čokoladne sanje (2004, 10-delna TV serija)
- Delo osvobaja (2004, celovečerni igrani TV film)
- Pod njenim oknom (2003, celovečerni igrani TV film)
- Nemir (2003, celovečerni igrani film)
- Predsednik (1993, celovečerni igrani TV film)
- Decembrski dež (1990, celovečerni igrani film)
- Čisto pravi gusar (1987, celovečerni igrani film)
- Pustota (1982, celovečerni igrani film)
- Na klancu (1971, celovečerni igrani film)
- Sončni krik (1968, celovečerni igrani film)
- Peta zaseda (1968, celovečerni igrani film)